# Fehmarn
Fehmarn est une île et commune d'Allemagne située dans la mer Baltique le long de la côte est de Schleswig-Holstein et de la presqu'île de Wagrie (dans l'arrondissement du Holstein-de-l'Est) dont elle est séparée par un chenal de 600 m de large, le Fehmarnsund. Elle est également distante d'environ 18 km de l'île danoise de Lolland, qui s'étend au-delà du détroit du Fehmarn Belt.
L´île a une superficie de 185 km2.

## Histoire

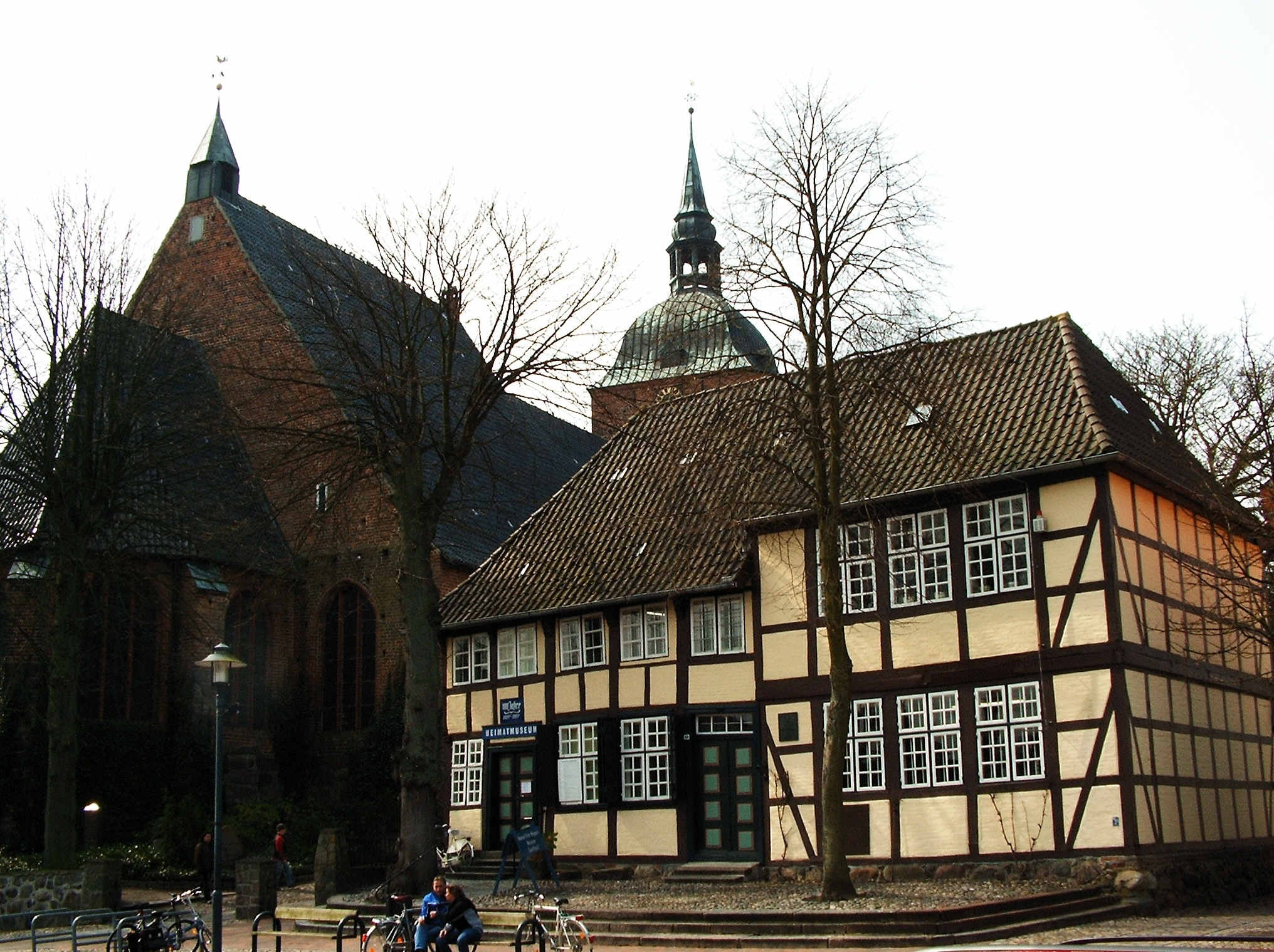
Le musée local.

La première mention écrite de l'île remonte aux environs de l'an 960, sous le nom de Fe Mer, d'origine slave (« lieu dans la mer »).
Son territoire était autrefois divisé entre quatre communes, Bannesdorf auf Fehmarn, Landkirchen auf Fehmarn, Westfehmarn et Burg auf Fehmarn. Celles-ci ont été fusionnées en 2003 pour former la ville de Fehmarn. Couvrant l'ensemble de l'île, cette ville est depuis lors celle disposant du plus vaste territoire communal du Schleswig-Holstein après Lübeck.

## Géographie
Fehmarn possède 78 km de côtes.

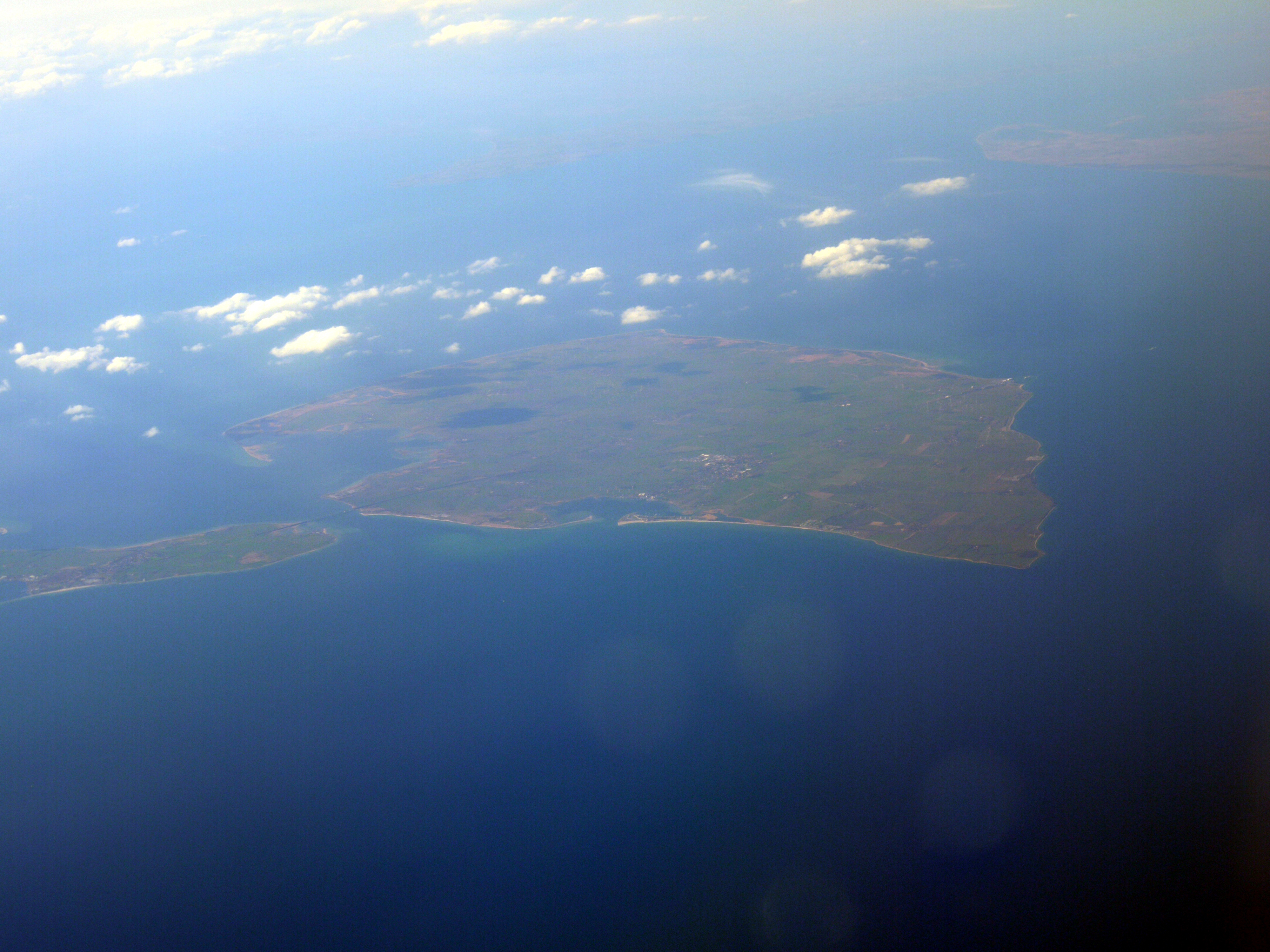
Fehmarn vue du ciel

Les points les plus élevés sont le Hinrichsberg (27,2 m) et le Wulfener Berg (26,5 m).
La localité la plus importante est Burg auf Fehmarn, avec 6 000 habitants. Il y a également quelques villages.

## Transports
Depuis 1963, l'île est reliée au reste de l'Allemagne par un pont de 963 m de long (train et route) franchissant le Fehmarnsund. Cette liaison fait partie de la Vogelfluglinie, l'itinéraire ferroviaire et routier reliant au plus court Hambourg à Copenhague.
Le Fehmarn Belt peut être, quant à lui, traversé en environ 45 minutes par un ferry reliant le port de Puttgarden, à Fehmarn, à celui danois de Rødbyhavn. Mais le 29 juin 2007, les autorités danoises et allemandes ont lancé un projet de lien fixe permettant de traverser le détroit par voies routières et ferroviaires. Sa mise en service est prévue pour 2027.

## Nature
Les côtes comprennent des sites de nidification pour les oiseaux migrateurs, et sont donc un terrain d’observation pour les ornithologistes. On y trouve la réserve ornithologique de Wallnau. À Burg, il y a un aquarium avec 40 parcs à poissons.
Fehmarn est célèbre pour sa nature, particulièrement en été, ainsi que pour ses spots de planche à voile et de kitesurf. Il y a actuellement plus de 10 spots sur l'île.

## Les phares
- Phare de Strukkamphuk
- Phare de Flügge
- Phare de Westermarkelsdorf
- Phare de Marienleuchte
- Phare de Staberhuk

## Jumelage
- Rødby (Danemark) depuis le 14 novembre 1964
- Orth an der Donau (Autriche) depuis le 29 août 1981
- Neringa (Lituanie) depuis le 5 mai 2000

## Personnalités liées à Fehmarn
- Le théologien allemand Christian Kortholt, (1633-1694).
- Johann Horkel (1769-1846), médecin né à Burg auf Fehmarn.
- Amalie Schoppe (1791-1868), écrivain née à Burg auf Fehmarn.
- Lina Heydrich, veuve de Reinhard Heydrich, née dans l'île, passe la fin de sa vie dans l'ancienne résidence secondaire de son premier mari.
- Axel Hager, joueur de beach-volley, né à Burg auf Fehmarn en 1969.